# 波士顿唐人街
42°21′00″N 71°03′36″W / 42.3501°N 71.0601°W
波士顿唐人街是新英格兰地区唯一现存的唐人街，位于波士顿市中心，占地5亩左右，有约近百家店铺。正门华埠牌楼上刻擇自孫文墨寶的四个大字“天下为公”，背面则刻着擇自蔣中正墨寶“礼义廉耻”，由中華民國政府于1980年代捐赠材料。波士顿是目前华人集聚地之一，有近10万华人定居在大波士顿地区。

## 交通
波士顿唐人街位于人口密集的波士顿市中心，步行、自行车、公共交通非常便利，但不适合驾车，停车也不便。波士頓唐人街步行300米即为南站（South Station），波士顿地铁红线、快速公交银线（SL1,SL2,SL3,SL4）、通勤鐵路（MBTA Commuter Rail）和美铁（Amtrak）均可抵达該站。橙线还专门设有華埠站（Chinatown Station），地铁站外有波士顿快速公交银线（Silver Line）的SL4,SL5路站点（站名Washington St & Essex St）。波士顿轻轨绿线Boylston Street站（BCDE支线均停靠此站）出站向西步行200米亦可到达唐人街

## 公园
波士顿中国城公园位于中国城的“天下为公”牌楼外，是罗丝·肯尼迪绿道的一段，于2007年9月开放。2019年中国城公园被更名为“陈毓礼黄丽蓉伉俪公园”（Auntie Kay and Uncle Frank Chin Park），以纪念波士顿华埠活动人士陈毓礼及其妻子。该公园利用了波士顿大开掘工程腾退出的空间建造，特色为竹林屏风，每道竹林屏风使用红色钢架来框限竹丛。

## 其他华人社区
唐人街近年来呈现中产阶层化。该街区房产价格的上涨导致在附近地区形成了新的华人社区，例如莫尔登、昆西和奥尔斯顿等地。

## 外部連結
- The International Society records, 1978-2002 (bulk 1984-1998) （页面存档备份，存于） are located in the Northeastern University Libraries, Archives and Special Collections Department, Boston, MA.
- The Chinese Progressive Association records, 1976-2006 （页面存档备份，存于） are located in the Northeastern University Libraries, Archives and Special Collections Department, Boston, MA.
- Chinatown Profile Census 2000 （页面存档备份，存于）